# 2-MAPB
2-MAPB是一种具有移情特性的策划药。它和其它取代的苯并呋喃衍生物（如6-APB和5-MAPB）相似，是一种单胺类释放剂，可以选择释放血清素，大体上和MDMA的药理学特征相似，但作为5-HT2受体亚型，具有稍大的毒性。它在日本是非法的。